# Ray Conniff
Ray Conniff, vlastním jménem Joseph Raymond Conniff, raný pseudonym Jay Raye (6. listopadu 1916, Attleboro, Massachusetts, USA - 12. října 2002) byl americký trombonista, zpěvák, skladatel, kapelník a hudební aranžér, který proslul v 60. letech 20. století díky své světoznámé pěvecké skupině Ray Conniff Singers. Jde o jednoho z nejvýznamnějších tvůrců působících v oblasti sborového zpěvu v jazzové a populární hudbě 50. a 60. let 20. století.
Na pozoun jej učil hrát jeho otec, hudbu a aranžování se učil sám za pomocí učebnic. Po druhé světové válce, během níž sloužil v Americké armádě, se připojil ke jazzovému bigbandu, který vedl Artie Shaw, zde posléze úspěšně působil jako aranžér. Později pracoval pro Mitch Millera, který byl vedoucím vyhledávačem talentů pro nahrávací společnost Columbia Records. Spolupracoval i s dalšími známými umělci jako byli Rosemary Clooney, Marty Robbins, Frankie Laine, Johnny Mathis, Guy Mitchell a Johnnie Ray. Velmi významnou se v roce 1955 stala jeho práce pro zpěváka Dona Cherryho. V té době tvořil a vystupoval pod uměleckým pseudonymem Jay Raye (což byl akronym vytvořený z jeho křestního a rodného jména Joseph Raymond).
Nejznámější a nejdůležitější etapa jeho života nastala v roce 1959, kdy poprvé účinkovala jím sestavená a vedená pěvecká skupina Ray Conniff Singers, kterou tehdy vytvořilo 25 pěvců - 13 mužů a 12 žen.
Jeho hudba byla použita také ve filmu Něco na té Mary je z roku 1998.

## Ray Conniffovy písně
- I Don't Love Nobody But You (1956)
- Unwanted Heart (1956)
- A Girl Without A Fella (1956)
- Please Write While I'm Away (1956)
- Love Her In The Morning (1956)
- No Wedding Today (1956; under pseudonym Engberg)
- There's A Place Called Heaven (1956; under pseudonym Engberg)
- Three Way Love (1957)
- Walkin' & Whistlin' (1957)
- Grown Up Tears (1957)
- Steel Guitar Rock (1957)
- LP Dance The Bop! (1957; all titles)
- Ann's Theme (1957; under pseudonym Engberg)
- (If 'n' You Don't) Somebody Else Will (1957)
- Just A Beginner In Love (1957)
- Window Shopping (1957)
- Soliloquy Of A Fool (1957; co-written)
- When We're All Through School (1957)
- Make It Baby (1957/58)
- Let's Walk (1957/58)
- Lonely For A Letter (1958)
- Early Evening (Theme From The Ray Conniff Suite) (1958)
- Let's Be Grown Up Too (1958)
- Pacific Sunset (1958)
- A Love Is Born (1959)
- Stay (1959; co-written)
- Will You Love Me (1959; co-written)
- African Safari (1961)
- To My Love (1962)
- Just Kiddin' Around (1963; composed in the 1930s)
- Scarlet (1963)
- Love Has No Rules (1963)
- The Real Meaning Of Christmas (1965)
- Midsummer In Sweden (1966)
- The Power of Love (1969)
- Everybody Knows (1970)
- Someone (1970)
- Someone (1970)
- With Every Beat Of My Heart (1971)
- A Man Without A Vision (1972; co-written with two other authors)
- Here Today And Gone Tomorrow (1973)
- Frost Festival (1973)
- Ecstasy (1974)
- Ray Conniff In Moscow (1974)
- I Need You Baby (1975)
- Theme From An X-Rated Movie (1975)
- Vera's Theme (1976)
- Dama Latina (1977)
- The 23rd Psalm (1979)
- Exclusivamente Latino (1980)
- Fantastico (1983; co-written)
- Supersonico (1984)
- Campeones (1985)
- The Lord's Prayer (1985)
- I Can Do All Things (1986)